# Сант-Амброджо-делла-Массима (титулярная диакония)
Титулярная диакония Сант-Амброджо-делла-Массима (лат. Diaconia Sancti Ambrosii de Maxima) — титулярная церковь, которая была создана Папой Франциском 30 сентября 2023 года. Титулярная диакония принадлежит церкви Сант-Амброджо-делла-Массима, расположенной в районе Рима Сант-Анджело, на одноименной улице, возле Портика Октавии. Церковь вписана в здание одноименного монастыря. Церковь посвящена святому Амвросию Медиоланскому и является одной из старинный церквей Рима.

## Список кардиналов-дьяконов и кардиналов-священников титулярной диаконии Сант-Амброджо-делла-Массима
- Клаудио Гуджеротти — (30 сентября 2023 — по настоящее время).